# ژرژ برژه
ژرژ برژه (فرانسوی: Georges Berger‎; ۱ مهٔ ۱۸۹۷ – ۱۶ نوامبر ۱۹۵۲) ژیمناست هنری اهل فرانسه بود.